# Aphanelytrum peruvianum
Aphanelytrum peruvianum är en gräsart som beskrevs av Sánchez Vega, P.M.Peterson, Soreng och Simon Laegaard. Aphanelytrum peruvianum ingår i släktet Aphanelytrum och familjen gräs. Inga underarter finns listade i Catalogue of Life.